# Betriebsmittelkonto
Als Betriebsmittelkonto wurde in der DDR ein von den Wirtschaftsorganisationen sowie von den Betrieben und Kombinaten zu führendes Bankkonto bezeichnet, auf dem zu erfassen waren:
- in der VVB die Abführungen der Betriebe an VVB-Umlage und Aufwendungen der VVB, die daraus finanziert wurden, die Einnahmen und Ausgaben des Prämien-, Kultur- und Sozialfonds der VVB, des Vergütungsfonds  sowie die sonstigen Einnahmen und Ausgaben der VVB und alle durchlaufenden Posten (Fremdgelder). Auch für die gelegentliche Buchung durchlaufende Posten wurden erfasst, die jedoch durch Umverteilung sofort wieder verausgabt wurden.

- in den VEB im Laufe des Monats die Erlöse aus realisierten Leistungen und andere Erlöse, aus denen  die Kosten, die Produktions- und Handelsfondsabgabe, Produktions-, Dienstleistungs-, Handels- und Verbrauchsabgaben gedeckt wurden.

Als Betriebsmittelkonto wurde im Produktionsmittelhandel das zu führende Bankkonto bezeichnet. Vor dieser Benennung des Betriebsmittelkontos wurde in den Betrieben auch die Bezeichnung „Verrechnungskonto“ und „Bankguthaben in Mark“ verwendet.